# Fernando (chanson)
 (juin 2009).
Si vous disposez d'ouvrages ou d'articles de référence ou si vous connaissez des sites web de qualité traitant du thème abordé ici, merci de compléter l'article en donnant les références utiles à sa vérifiabilité et en les liant à la section « Notes et références ».
Pour les articles homonymes, voir Fernando.
Singles de ABBA
Rock Me
(1975) Dancing Queen
(1976)
Fernando est une chanson du groupe de pop suédois ABBA, sortie en 1976 en single et sur la compilation Greatest Hits.
Cette chanson fut écrite à l'origine en suédois par Björn Ulvaeus, Benny Andersson et Stig Anderson pour le second album solo d'Anni-Frid Lyngstad, Frida ensam, sorti en 1975. Il s'agissait alors d'une simple chanson d'amour, qui rencontra un succès tel en Suède que les membres d'ABBA décidèrent de la réenregistrer en anglais. Cette nouvelle version se classa en tête des hit-parades dans treize pays.
Musicalement, la chanson, avec l'utilisation de flûtes de pan, a un aspect un peu péruvien, et country. L'ambiance un peu western est mise en valeur par la pochette du single où l'on voit les membres du groupe jouant de la guitare et chantant devant un feu de camp, et par le clip de la chanson où les visages d'Agnetha et Anni-Frid filmés en gros plan sont illuminés par la lumière du feu de camp. 

## Classement
- Afrique du Sud : #1
- Allemagne : #1
- Australie : #1
- Autriche : #1
- Belgique : #1
- Canada : #2
- Espagne : #3
- États-Unis : #13 (Hot 100) ; #1 (Adult Contemporary)
- Finlande : #2
- France : #1
- Hongrie : #1
- Irlande : #1
- Italie : #6
- Mexique : #1
- Norvège : #2
- Nouvelle-Zélande : #1
- Pays-Bas : #1
- Royaume-Uni : #1
- Suède : #2
- Suisse : #1

## Dans la culture populaire
- La chanson est entendue dans le dernier épisode de la saison 1 de la série Malcolm, intitulé Le Liquidateur.

- La chanteuse Cher reprend la chanson en duo avec Andy Garcia dans le film Mamma Mia! Here We Go Again, puis sur son album Dancing Queen (2018).
- La chanson est entendue dans l'épisode 6 de la saison 2 de la série Community, intitulé Épidémiologie.